# Jan Johansen (canoísta)
Jan Johansen (Tønsberg, Vestfold, 3 de dezembro de 1944) é um ex-canoísta norueguês especialista em provas de velocidade.

## Carreira
Foi vencedor da medalha de Ouro em K-4 1000 m em Cidade do México 1968 com os seus colegas de equipa Tore Berger, Egil Søby e Steinar Amundsen e da medalha de Bronze na mesma categoria em Munique 1972.